# 盧卡 (卡盧什區)
49°12′48″N 24°30′15″E / 49.21333°N 24.50417°E
盧卡（烏克蘭語：Лука），是烏克蘭的村落，位於該國西部伊萬諾-弗蘭科夫斯克州，由卡盧什區負責管轄，面積11.1平方公里，2001年人口497，人口密度每平方公里44.8人。